# Rhamphadoretus gallanus
Rhamphadoretus gallanus är en skalbaggsart som beskrevs av Brenske 1895. Rhamphadoretus gallanus ingår i släktet Rhamphadoretus och familjen Rutelidae. Inga underarter finns listade i Catalogue of Life.